# 自己整合語
自己整合語（じこせいごうご、英語: autological words）とは、その単語自体が持つ特性を表す言葉である。例えば、「漢語」という単語はそれ自体が漢語であり、「名詞」という単語はそれ自体が名詞である。よって、「漢語」「名詞」は自己整合語である。
自己整合語の対義語は自己矛盾語（じこむじゅんご、英語: heterological word）であり、それ自体の性質を表さない単語である。例えば、「動詞」という単語はそれ自体は名詞であり動詞ではない。また、「英語」という単語は英語ではない。よって、「動詞」「英語」は自己矛盾語である。

## 概論
自己言及などと異なり、「自己整合語」と「自己矛盾語」は言語学で扱われることはあまりないが、クルト・グレリングとレオナルド・ネルソンによって導入されたグレリング=ネルソンのパラドックスと呼ばれる意味論上のパラドックスでは重要な概念である。 
またこのパラドックスは学問領域以外でも知られるようになり、広い関心を集め、自己整合語のリストが作られるまでになっている。
自己整合語としてよくあるものは直示的な言葉である。直示的な言葉はある現象を表すためにその現象の例となる言葉を使用しており、必然的に自己整合的となる。例えば、RAS症候群（冗長頭字語症候群）という単語はそれ自体が冗長頭文字語であり、自己整合語である。
ある単語が自己整合的か否かは時代によって変わることがある。例えば「新語」という単語は過去、それ自体が新語であったが今ではそうではなくなっている。